# 메 데클라로 쿨파블레
《메 데클라로 쿨파블레》(스페인어: Me declaro culpable)은 2017년 방영된 멕시코의 텔레노벨라이다.